# اوبربرگ کیرشن
اوبربرگ کیرشن (به آلمانی: Oberbergkirchen) یک شهر در آلمان است که در بایرن واقع شده‌است.

## خصوصیات
اوبربرگ کیرشن ۲۷٫۵۴ کیلومترمربع مساحت دارد ۴۸۵ متر بالاتر از سطح دریا واقع شده‌است.